# Tournel frères

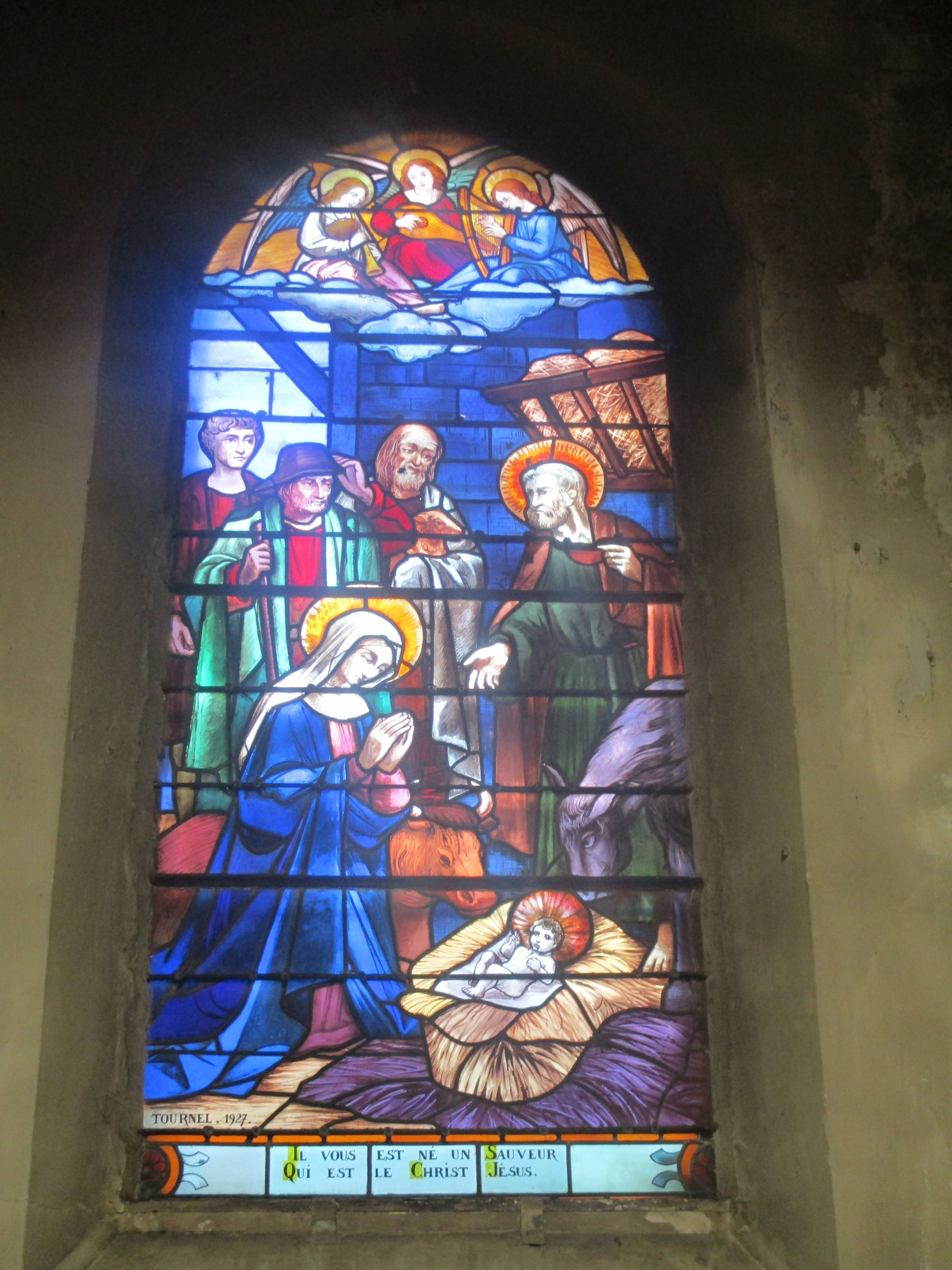
La Nativité, vitrail de 1927 dans l'église Sainte-Marthe des Quatre-Chemins de Pantin.

Les Tournel frères sont des peintres verriers et restaurateurs français actifs aux XIXe et XXe siècles.

## Histoire
L'entreprise a été fondée au XIXe siècle par Léon Tournel (1838-1902) lui-même fils d'un peintre-verrier grenoblois,.
Elle a été reprise par ses deux fils Henri-Charles Tournel (1868-1942) et Émile Tournel (1864-1935) sous le nom de Tournel frères.
L'atelier était situé à Paris, 63 rue Lecourbe, puis 24 rue des Volontaires, et 9 rue François-Bonvin à partir de 1911.
Après la mort des deux frères, Charles Henri Tournel (1907-1959), le fils d'Henri-Charles, reprend à son tour l'entreprise familiale jusqu'à sa mort,.

## Salon et expositions
Il est présent dans plusieurs expositions internationales :
- Exposition universelle de Paris de 1889[1] ;
- exposition universelle de 1900[1],[4] ;
- exposition internationale des Arts Décoratifs de 1925[4] ;
- Salon de 1941[4].

## Œuvres

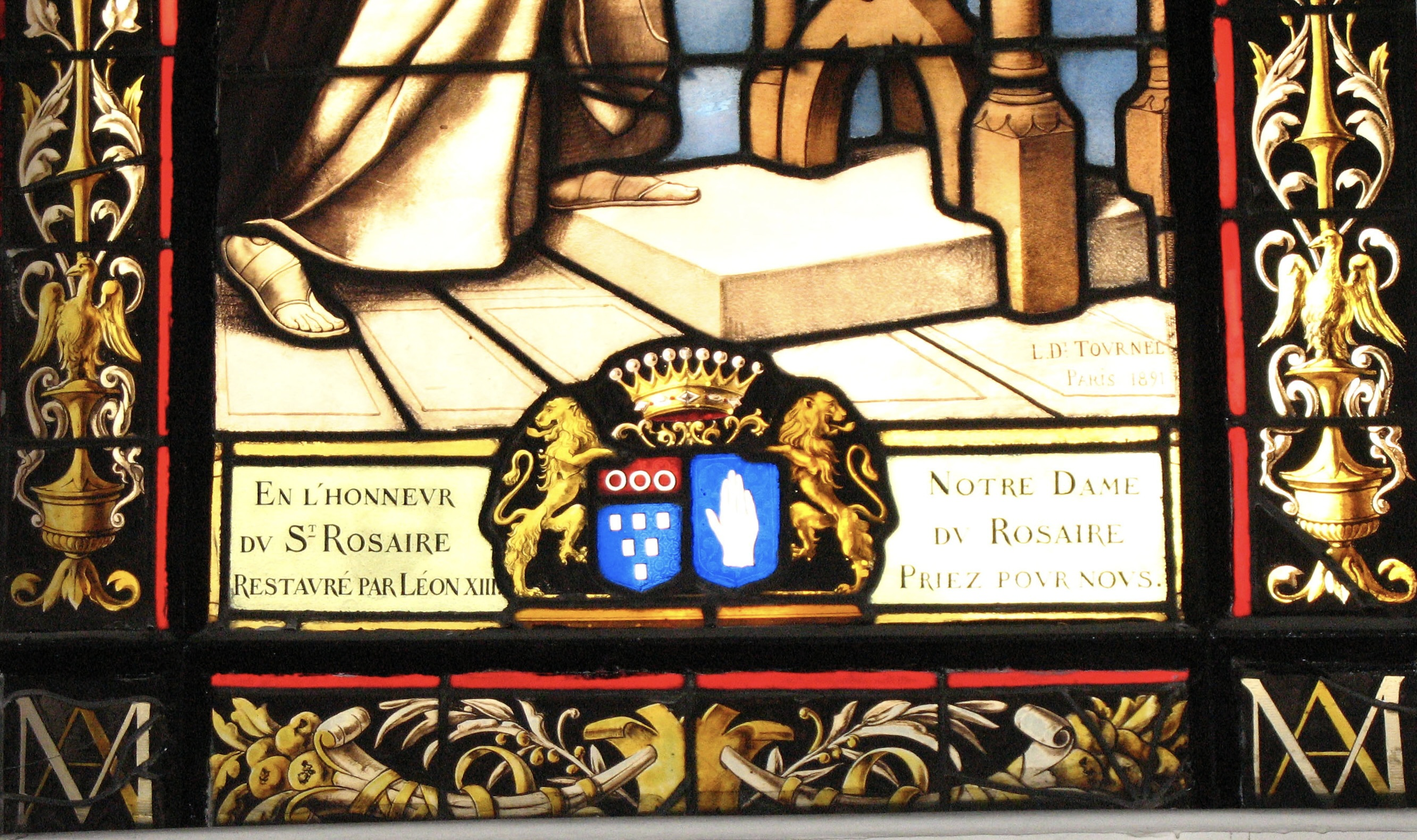
Église de La Celle-Saint-Cloud, détail d'un vitrail de Léon Tournel

- 1891 : Église Saint-Pierre Saint-Paul de La Celle-Saint-Cloud deux vitraux la Vision de saint Dominique et le Couronnement de la Vierge de Léon (Daumont) Tournel ;
- 1919 : Église Saint-Sulpice de Fougères, plusieurs verrières[8] ;
- 1921 : Église Saint-Gondelbert de Senones, verrière de scènes de la Sainte Famille ;
- 1921-1922 : Basilique Saint-Denis, réfection des vitraux de François Debret qui dataient de 1843[9] ;
- 1924 : église Saint Antoine de Compiègne, cinq verrières sur la vie de Sainte Jeanne d'Arc.
- 1927 : Église Sainte-Marthe des Quatre-Chemins de Pantin ;
- 1932 : Cathédrale Saint-Louis de La Rochelle, verrière sainte Thérèse et la Vierge à l'Enfant (baie no 10)[10].
- 1958 : Église Saint-Ébremond de La Barre-de-Semilly, une des verrières à personnages, baie no 12 portant l'inscription « Daumont-Tournel Frères / verriers - Montrouge/Seine »[11].